# 仁海
仁海（にんがい、天暦5年（951年） - 永承元年5月16日（1046年6月22日））は、平安時代中期の真言宗の僧。父は宮道惟平。和泉国の出身。小野僧正・雨僧正・雨海僧正とも称される。真言宗小野流の祖。

## 略歴
高野山の雅真（がしん）に師事して得度し、その後石山寺元杲（がんごう）に灌頂を受けた。弘法大師（空海）より8代目の弟子にあたる。991年（正暦2年）山科小野に牛皮山曼荼羅寺（後の随心院）を建立し、小野流を開いた。1018年（寛仁2年）祈雨法を修して霊験を現したことにより権律師に任じられた。宮中の帰依を受け、神泉苑（京都御池大宮西）に請雨の法（祈雨法）を修すること9回、その度に霊験があり雨が降ったので、雨僧正とも呼ばれた。その名声は中国の宋まで伝わった。この間、東大寺別当・東寺長者法務を歴任し僧正に至った。晩年には輦車の宣旨を賜っている。
真言宗各派で読誦する「胎蔵界礼懺」の撰者である。